# Linaigrette de Scheuchzer
Eriophorum scheuchzeri
Espèce
Classification phylogénétique
La Linaigrette de Scheuchzer (Eriophorum scheuchzeri) est une plante herbacée vivace de la famille des Cyperaceae.
Elle pousse dans les tourbières des régions montagneuses d'Europe et d'Amérique du Nord.

## Statut
En France, elle est protégée en région Midi-Pyrénées (Article 1).

### Bibliographie

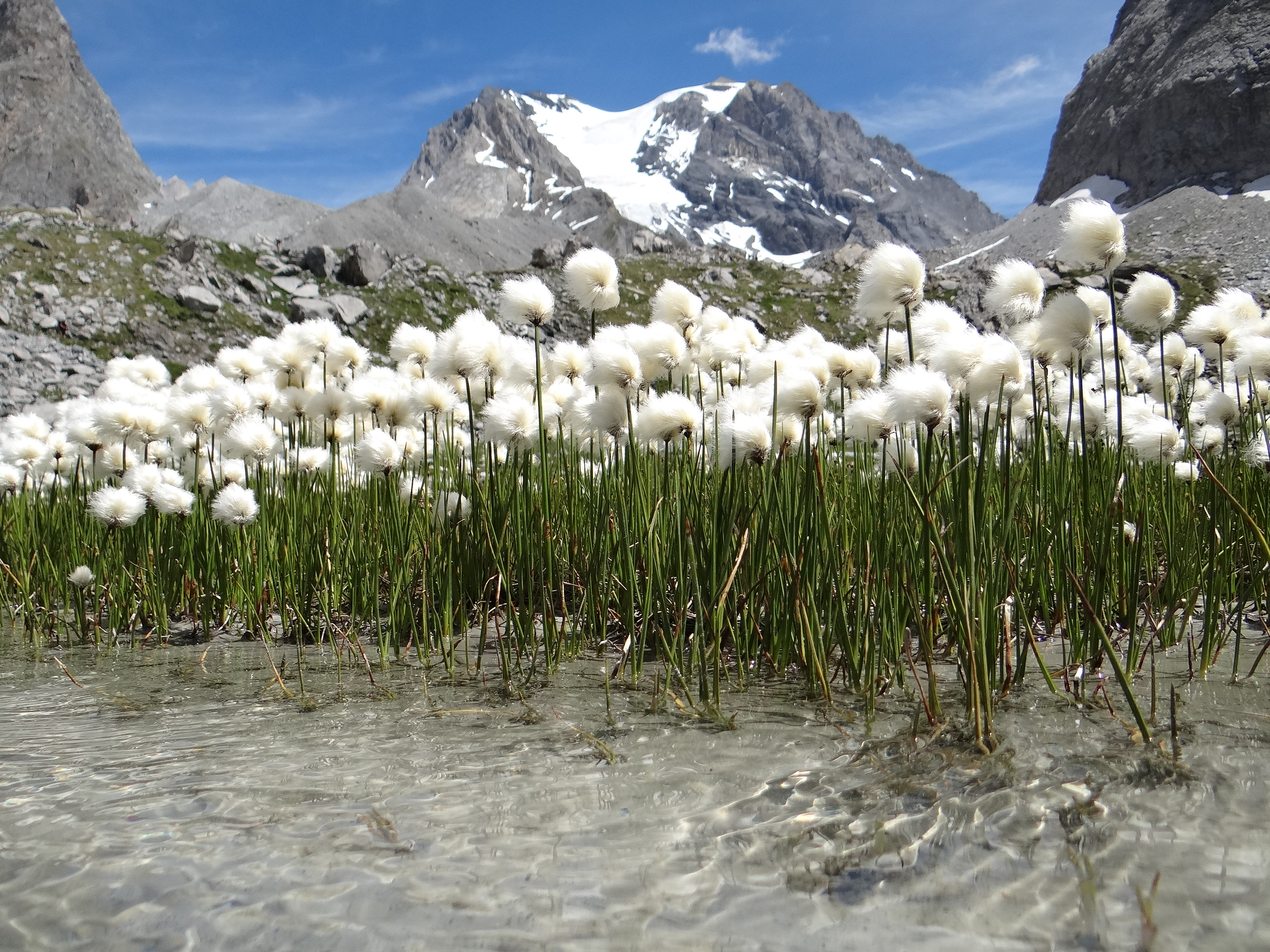
Linaigrette dans le Parc national de la Vanoise